# Old Exe Bridge
Old Exe Bridge er ruinerne af en bro fra middelalderen, som står i Exeter, Devon i det sydvestlige England. Broen blev opført fra 1190 og stod færdig i 1214, og det er den ældste bevarede bro af sin størrelse i England, og det er den ældste bro Storbritannien, hvor der stadig er et kapel på. Den erstattede flere simple broer der var blevet opført og brugt sporadisk siden romerne havde været i området. Nicholas og Walter Gervase, far og søn, der var indflydelsesrige lokale købmænd, stod bag idéen, og de rejste omkring i landet for at indsamle penge til byggeriet. Der er ikke bevaret kilder, som beskriver hvem der byggede brøn. Resultatet blev en mindst 180 m lang bro med 17 eller 18 buer, der førte vejen diagonalt fra bymurens vestport over floden Exe.
St Edmund's Church, brokapellet, blev opført på broen samtidig med opførslen af broen og St Thomas's Church blev ligeledes opført på flodbredden på dette tidspunkt. Exe Bridge er usædvanlig blandt middelalderens broer i Storbritannien, da den også havde sekulære bygninger på sig, samtidig med, at der var et kapel. Bindingsværksbygninger med butikker og bolig ovenpå eksisterede fra i hvert fald midten af 1300-tallet, og i broens senere tid var der huse på alle undtagen den mest centrale del af broen. Da floden sandede til inddæmmede mand land, så der kunne blive opført en mur fra siden af St Edmund's der kunne beskytte de huse og butikker, som i dag er kendt som Frog Street.
Middelalderbroen kollapsede og skulle delvist genopbygges flere gange i sin levetid; første gang det skete var i 1286. I 1447 var broen meget forfalden, og borgmesteren i Exeter søgte om midler til at reparere den. I 1500-tallet havde den igen brug fore reparationer. Den var ikke desto mindre i brug i næsten 600 år indtil den blev erstattet af en ny bro i 1778 og buerne over floden blev revet ned. Broen fra 1700-tallet blev erstattet i 1905 og igen i 1969 af nye broer. Under opførslen af tvillinegbroerne udgravede og restaurerede man otte og en halv bue fra den middelalderlige bro, som havde været begravet i næsten 200 år, og det omkringliggende område blev omdannet til en offentlig park. Der findes stadig flere af de oprindelige bro-buer under moderne bygninger i byen. Resterne er broen er et scheduled monument og listed building af anden grad.